# Scymnodon
Scymnodon es un género de escualiformes de la familia Somniosidae, que contiene las especies Scymnodon obscurus y Scymnodon ringens.